# Rodeland (Kreis Preußisch Eylau)
 Rodeland war ein Ort im Kreis Preußisch Eylau in Ostpreußen. Seine Ortsstelle liegt heute im Munizipalkreis Rajon Bagrationowsk in der russischen Oblast Kaliningrad (Gebiet Königsberg (Preußen)).

## Geographische Lage
Die Ortsstelle Rodelands liegt im südlichen Westen der Oblast Kaliningrad, elf Kilometer nördlich der einstigen Kreis- und heutigen Rajonshauptstadt Preußisch Eylau (russisch Bagrationowsk).

## Geschichte
Um 1890 wurde Rodeland als Vorwerk des Guts Romitten (russisch Slawjanowka) im ostpreußischen Kreis Preußisch Eylau gegründet. Bis 1928 war der Ort ein Wohnplatz im Gutsbezirk Romitten im gleichnamigen Amtsbezirk. Am 30. September 1928 wurde Romitten nach Kniepitten (russisch Berjosowka) eingemeindet, so dass Rodeland dort ein Wohnplatz wurde.
1945 wurde in Kriegsfolge das gesamte nördliche Ostpreußen an die Sowjetunion abgetreten. Dabei verlor sich die Spur Rodelands, für das keine russische Namensgebung auch keine entsprechende Zuordnung zu einem Dorfsowjet belegt ist. Vielleicht zuerst noch besiedelt muss der Ort aber sehr bald aufgegeben worden sein. Heute gilt Rodeland offiziell als untergegangen. Die Ortsstelle gehört zum Rajon Bagrationowsk (Stadtkreis Preußisch Eylau) in der russischen Oblast Kaliningrad (Gebiet Königsberg (Preußen)).

## Religion
Bis 1945 war Rodeland Kirchspielort der evangelischen Mühlhausener Kirche in der Kirchenprovinz Ostpreußen der Kirche der Altpreußischen Union, außerdem in die römisch-katholische Pfarrei Preußisch Eylau (Bagrationowsk) im Bistum Ermland eingegliedert.

## Verkehr
Die kaum noch wahrnehmbare Ortsstelle Rodelands ist auf Landwegverbindungen von Slawjanowka (deutsch Romitten) aus zu erreichen.